# Otto Hönigschmid

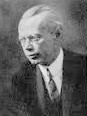
Otto Hönigschmid

Otto Hönigschmid (* 13. März 1878 in Horowitz, Böhmen; † 14. Oktober 1945 in München, Suizid) war ein böhmisch-deutscher Chemiker.

## Leben
Nach dem Abitur in Prag studierte er von 1897 bis 1901 Chemie an der Universität Prag, promovierte 1901 bei Guido Goldschmiedt über eine Arbeit der organischen Chemie und wurde von ihm als Assistent eingestellt. Von 1904 bis 1906 arbeitete er bei Henri Moissan in Paris, wo er sich u. a. mit der Gewinnung von Thorium beschäftigte. Nach seiner Habilitation über Carbide und Silicide im Jahre 1908 in Prag und Auslandsaufenthalt wurde er 1911 Professor an der Deutschen Technischen Hochschule in Prag und 1918 an der Universität in München.
Seit 1921 war er ordentliches Mitglied der Bayerischen Akademie der Wissenschaften. 1932 wurde Hönigschmid zum Mitglied der Leopoldina berufen. 1936 wurde er zum korrespondierenden Mitglied der Göttinger Akademie der Wissenschaften gewählt. 1940 erhielt er die Liebig-Denkmünze des Vereins Deutscher Chemiker und 1944 die Goethe-Medaille für Kunst und Wissenschaft.
Bruder Hönigschmids war der Kunsthistoriker Rudolf Hönigschmid.

## Wissenschaftliche Leistungen
Er befasste sich besonders mit der Entwicklung neuer, präziser Bestimmungsmethoden der Atommasse und führte an 47 Elementen die exakte Neubestimmung der Atommassen durch.
Von besonderer Bedeutung war die mehrfache Überprüfung des Atomgewichtes von Radium, das erstmals von Marie Curie mit 226,45 bestimmt wurde. Der genaue Wert war zur Bestätigung der Uran-Zerfallsreihe von großem Interesse. 1913 veröffentlichte er den Wert mit 225,97; 1933 bestimmte er den Wert zu 226,05 (IUPAC-Wert 226,0254 u). Der experimentelle Aufwand war zur damaligen Zeit relativ groß und erforderte sehr genaues Arbeiten. Der Wert wurde von ihm über das Massenverhältnis von Radiumchlorid und Radiumbromid, beide Substanzen mussten  zunächst mit größter Reinheit hergestellt werden, ermittelt.
Außerdem beschäftigte er sich mit der Bestimmung der Atommassen von Isotopen, so z. B. mit den von Klaus Clusius und G. Dickel getrennten Chlorisotopen Cl-35 und Cl-37 und vom Kaliumisotop K-41.